# Haggadah di Sarajevo

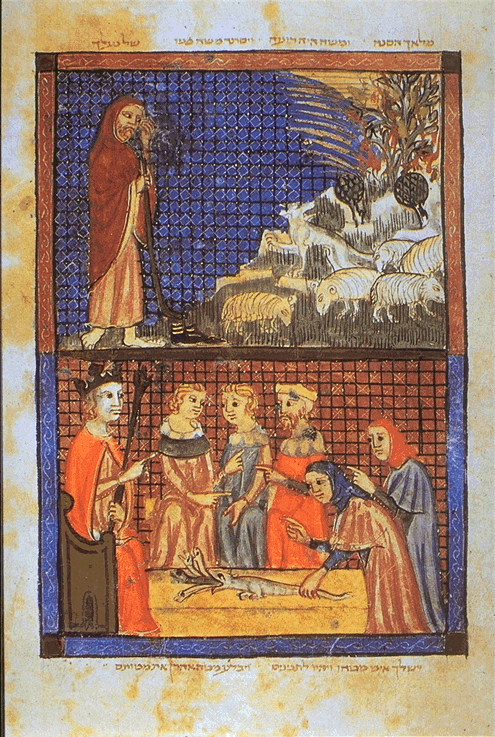
Haggadah di Sarajevo

La Haggadah di Sarajevo è un manoscritto miniato contenente il tradizionale testo illustrato della Haggadah di Pesach. È una delle più antiche haggadoth sefardite del mondo, originariamente realizzata a Barcellona intorno al 1350. Attualmente è conservata presso il Museo Nazionale della Bosnia ed Erzegovina a Sarajevo, dove è esposta permanentemente.
Scritta a mano su pelle di vitello e illustrata con miniature in rame e oro, la Haggadah di Sarajevo si apre con 34 pagine di illustrazioni di scene chiave della Bibbia dalla Creazione alla morte di Mosè. Le sue pagine sono macchiate di vino, a riprova del suo utilizzo durante numerosi Seder di Pesach.
Una copia dell'Haggadah è stata consegnata dal Gran Mufti di Bosnia ed Erzegovina ad un rappresentante del Gran Rabbinato d'Israele in occasione dell'incontro interreligioso "Living Together is the Future" organizzato a Sarajevo dalla Comunità di Sant'Egidio nel settembre 2012.
Nel 2017 è stato inserito nel patrimonio "Memorie del mondo" dell'UNESCO.